# Joann Venuto
Joann Venuto (en allemand : Johann Anton Venuto ; en tchèque : Jan Antonín Venuto), né le 24 mai 1746 à Jevišovice et décédé le 1er avril 1833 à Hradec Králové, est un ecclésiastique, aquarelliste, dessinateur et cartographe tchèque. Il est connu pour ses vedute de châteaux et de villes de Bohême et de Moravie.

## Biographie
Venuto étudie la théologie au collège jésuite d'Olomouc de 1763 à 1768. Le 28 mai 1768, il est ordonné diacre à Kroměříž puis prêtre l'année suivante. En 1786, il est nommé chanoine résident auprès de l'évêque Jan Leopold Hay, son ami et mécène, à l'église du Saint-Esprit de Hradec Králové
Venuto est décédé le 1er avril 1833 à Hradec Králové et a été enterré à Chrast.
Venuto a perfectionné son extraordinaire talent de dessinateur en autodidacte. Il a réalisé un grand nombre d'aquarelles représentant des vues de villes et de châteaux, dont la plupart ont été gravées sur cuivre par Georg Döbler, Wenzel Berger et Anton Pucherna à Prague. Venuto a également dessiné une carte du diocèse de Hradec Králové (de). 

## Galerie

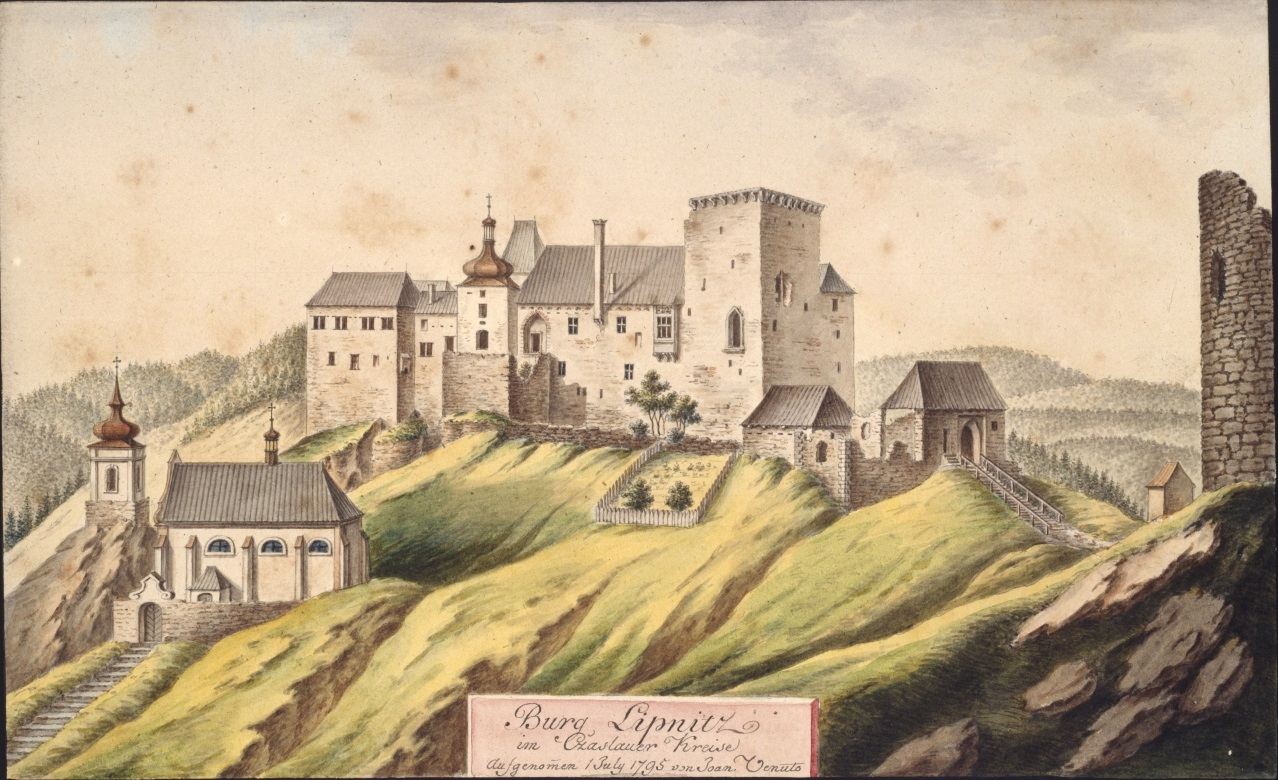
Château de Lipnice nad Sázavou (1785).
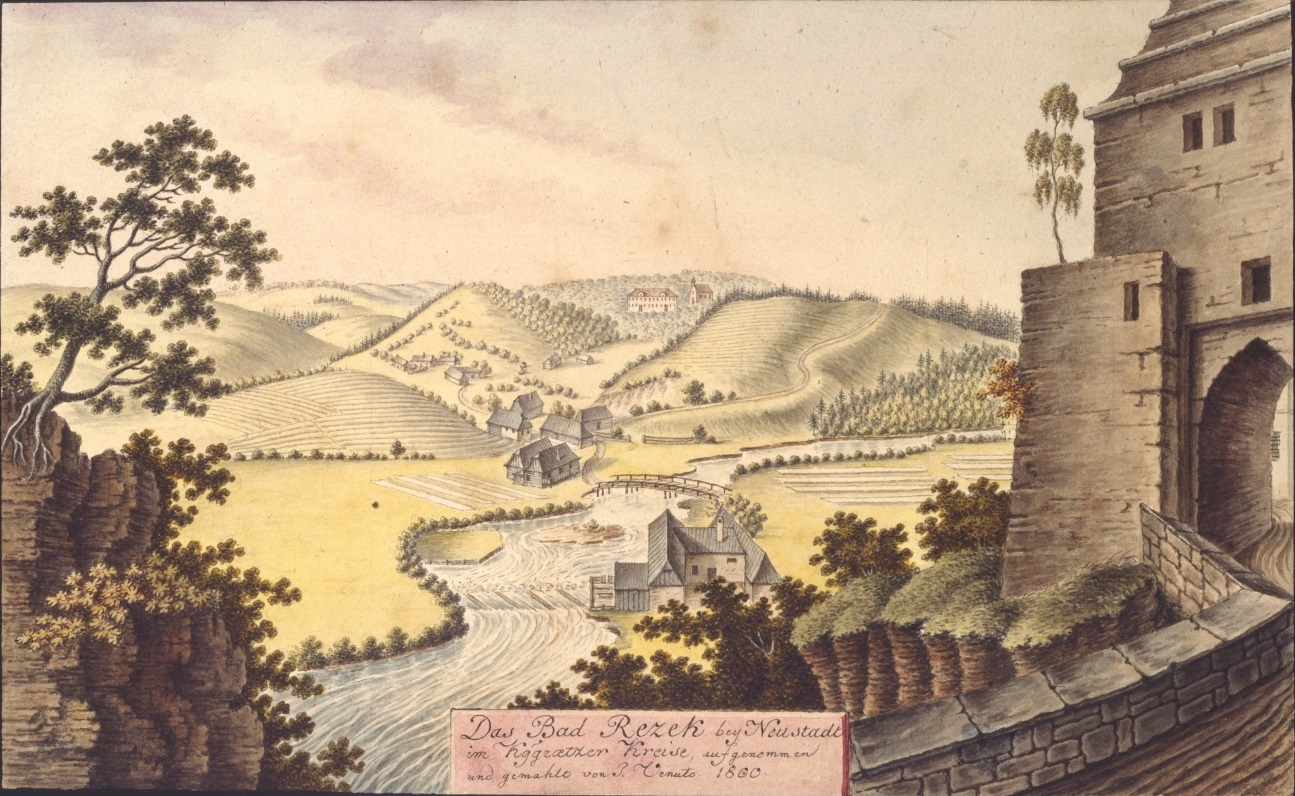
Nové Město nad Metují (1800).
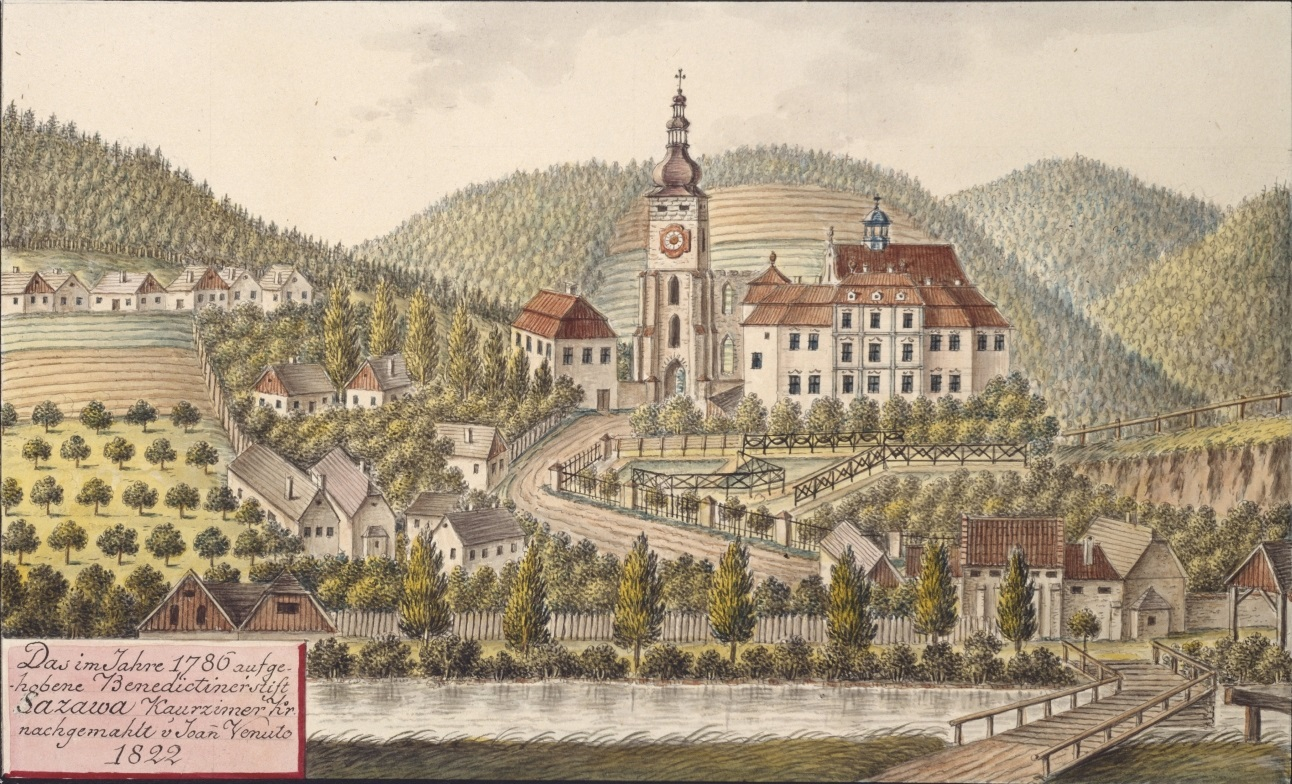
Monastère de Sázava (1786).
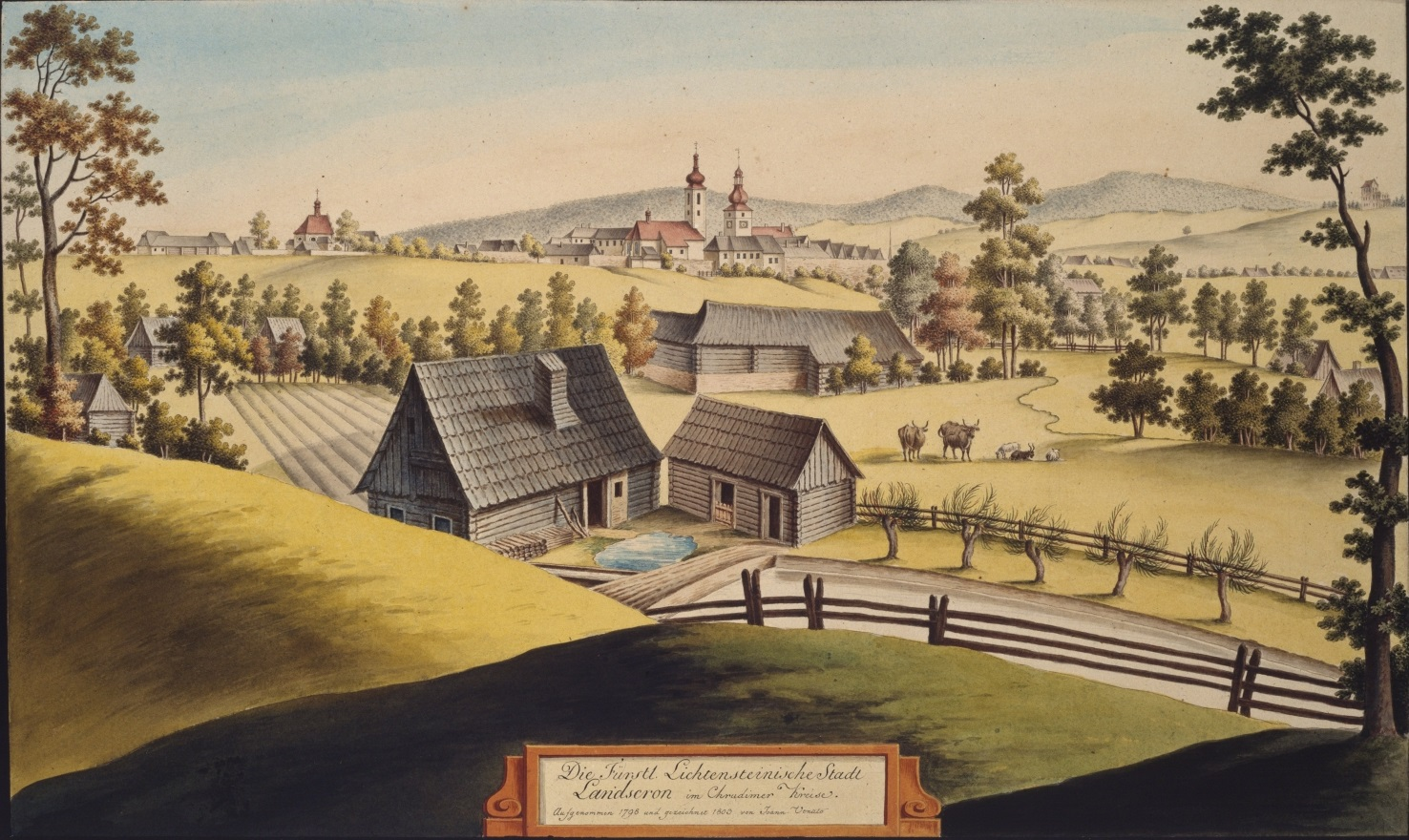
Ville de Lanškroun (1803).
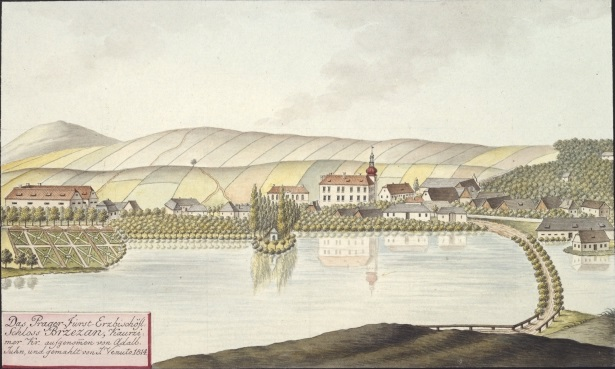
Dolní Břežany (1814)
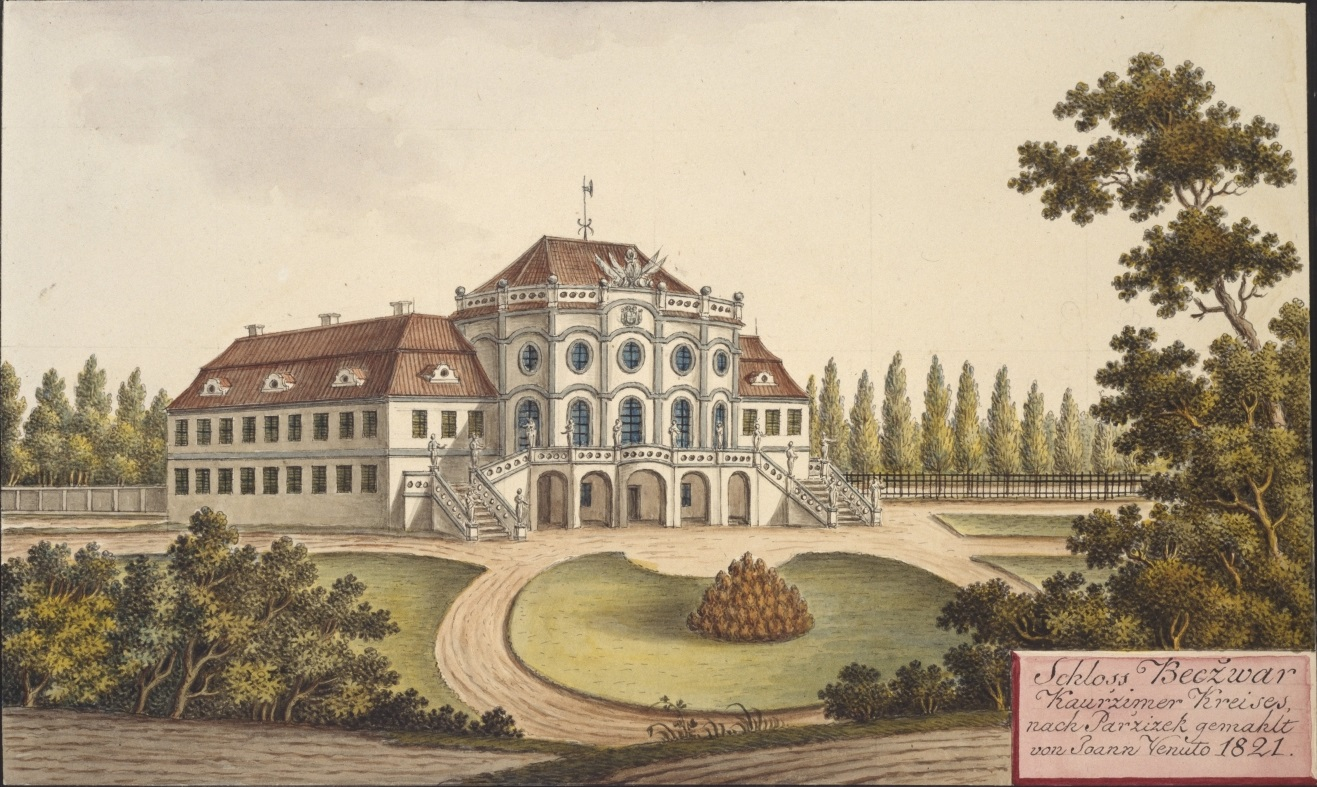
Château de Bečváry (1821)

## Sources
- Biographie sur le site de la Bibliothèque nationale de France